# Antonov An-140
L'An-140 è un aereo di linea regionale bimotore turboelica costruito dall'azienda ucraina Antonov impiegato per scopi civili come il trasporto di passeggeri su tratte a corto raggio, o per scopi militari. Oltre alla versione prodotta in Ucraina, An-140 viene prodotto su licenza in Iran dalla HESA con il nome di IR.AN-140 o Iran-140. La capienza massima è di 52 passeggeri.

## Origine e sviluppo
Nel giugno 1993 l'ingegnere capo Pëtr Vasil'evič Balabuev ha approfittato del Paris Air Show per annunciare lo sviluppo da parte degli ingegneri Antonov di un velivolo destinato a sostituire gli Antonov An-24. Un primo prototipo (UR-NOT) uscì dalla fabbrica Antonov di Kiev il 6 giugno 1997 e fece il suo primo volo il 17 settembre successivo. Il primo modello uscito dalle linee di produzione (UR-PWO) ha effettuato il primo volo il 11 ottobre 1999, con quasi un anno di ritardo rispetto ai piani aziendali. Il test di certificazione è iniziato nell'agosto 1998 e terminato il 26 marzo 2000, dopo 1.286 ore di volo.
I test hanno incluso prove di volo sia a basse temperature che alle più alte temperature estive, queste ultime condotte in Uzbekistan e Kirghizistan nell'estate 1999.
La certificazione russa (AP-25) e ucraina sono state ottenute nel maggio 2000 e l'aereo è entrato in servizio il 29 marzo 2002 con le insegne della Odessa Airlines.

## Versioni
L'An-140 viene prodotto anche in una versione VIP per 26 passeggeri e la possibilità di dividere l'abitacolo in più sezioni come se fosse un appartamento volante.

L'An-140 viene anche utilizzato per scopi civili, militari o specifici come: pattugliamento marittimo, servizio di aeroambulanza, fotografia aerea, esplorazione geologica, trasporto merci, ecc.
- An-140: Prima versione di produzione, sostanzialmente identico ai prototipi.
- An 140-100: Nuova versione di base apparsa nel 2003, l'ala è stata riprogettata e allungata di un metro, il carico massimo è stato portato da 10 150 a 21 500 kg e l'autonomia aumentata di 300 km.
- An-140A: Designazione (temporanea?) costruita con i motori PW127A per Aeroflot.
- An-140T: Progetto di una versione cargo dotata di un portellone posteriore di grandi dimensioni.
- An-140TK: pianale di carico di progetto.
- An-142: Progetto di versione militare con rampa di carico posteriore.
- SHL-140 Faraz IR.AN: Versione prodotta in Iran.

## Utilizzatori

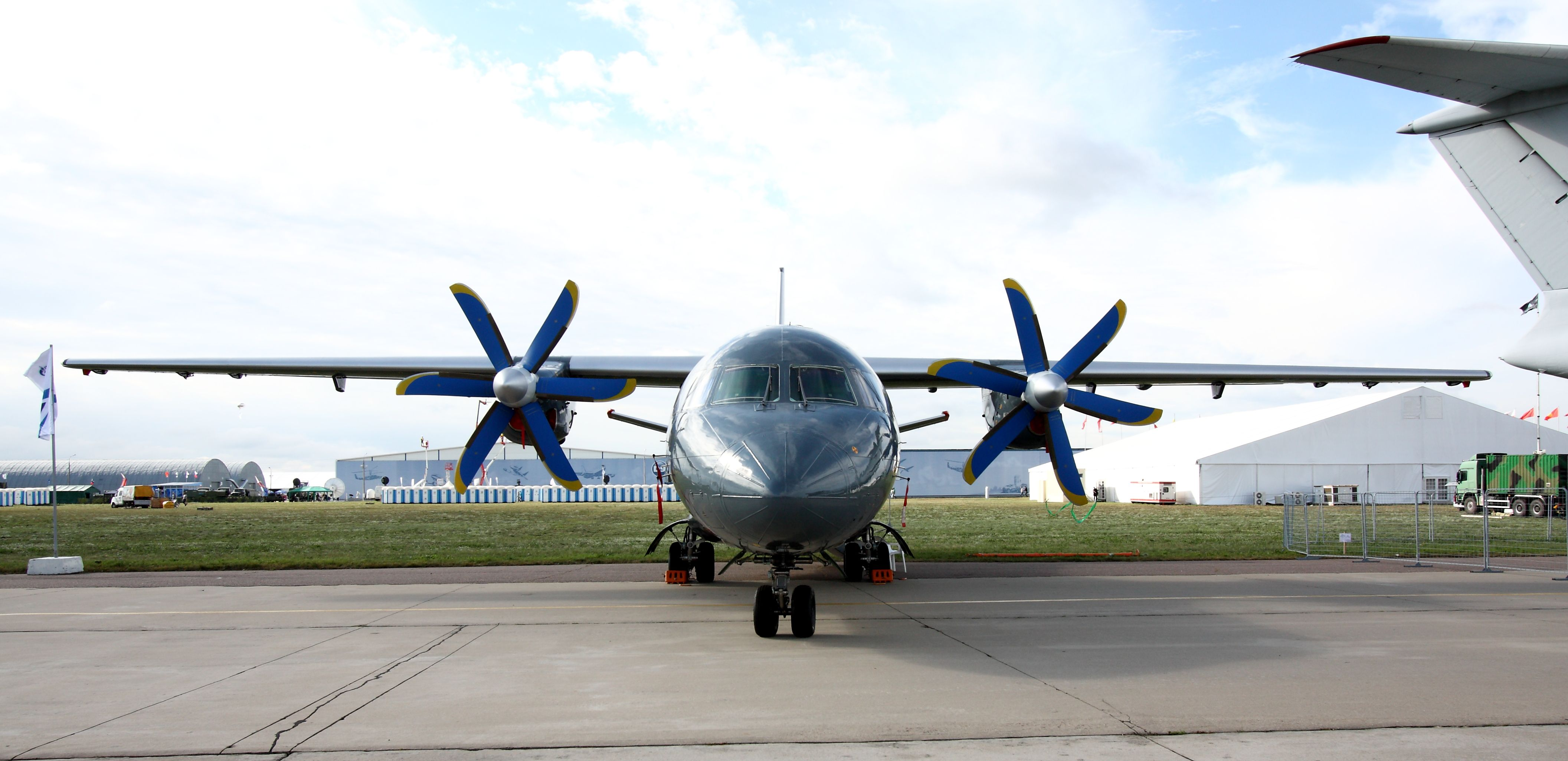
La vista frontale del Antonov An-140 all'aeroporto di Mosca-Ramenskoe esposto durante il Salone Aerospaziale Internazionale di Mosca MAKS-2011.

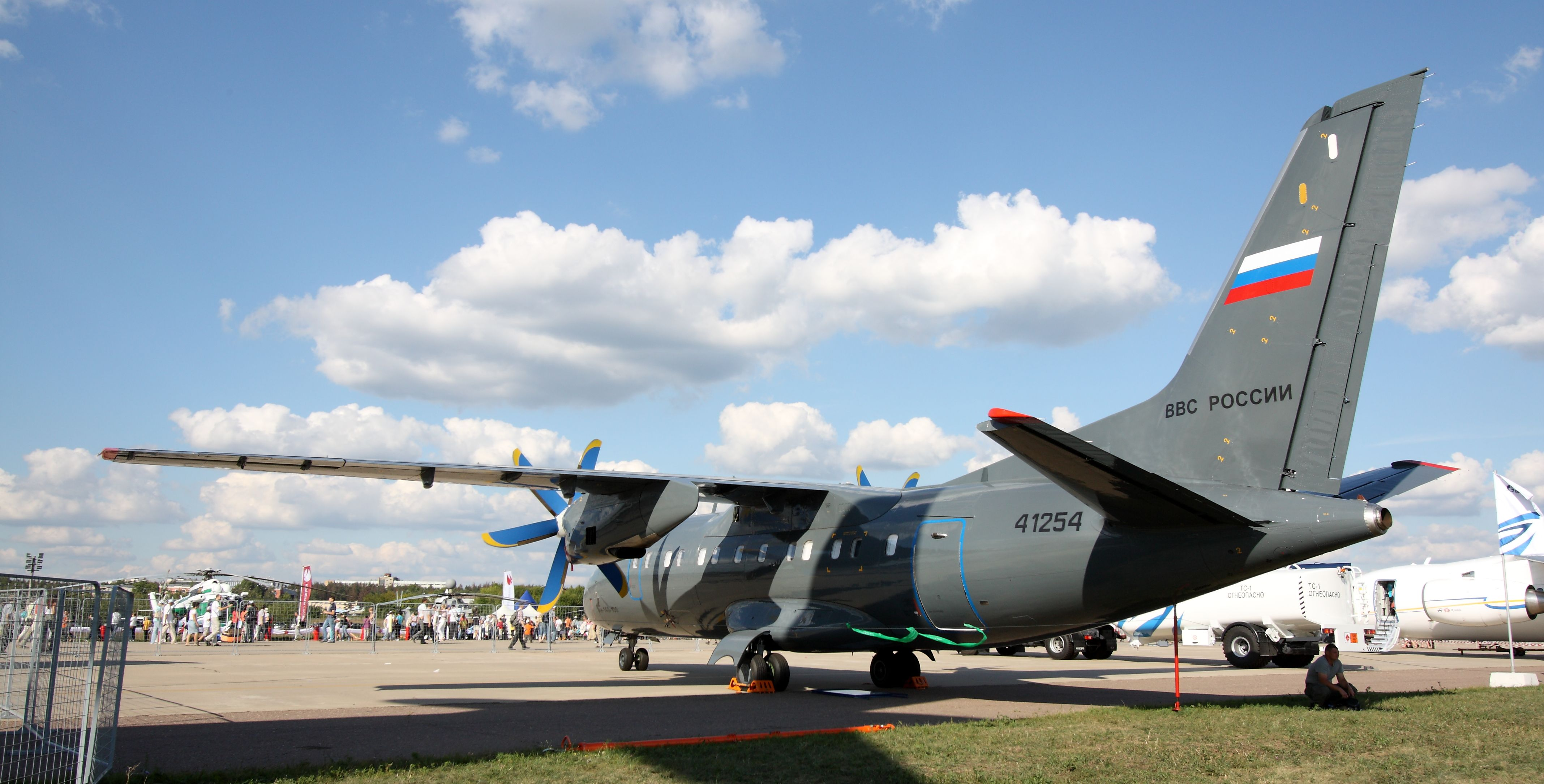
Antonov An-140 nella livrea di Voenno-vozdušnye sily Rossijskoj Federacii esposto durante il Salone Aerospaziale Internazionale di Mosca MAKS-2011.

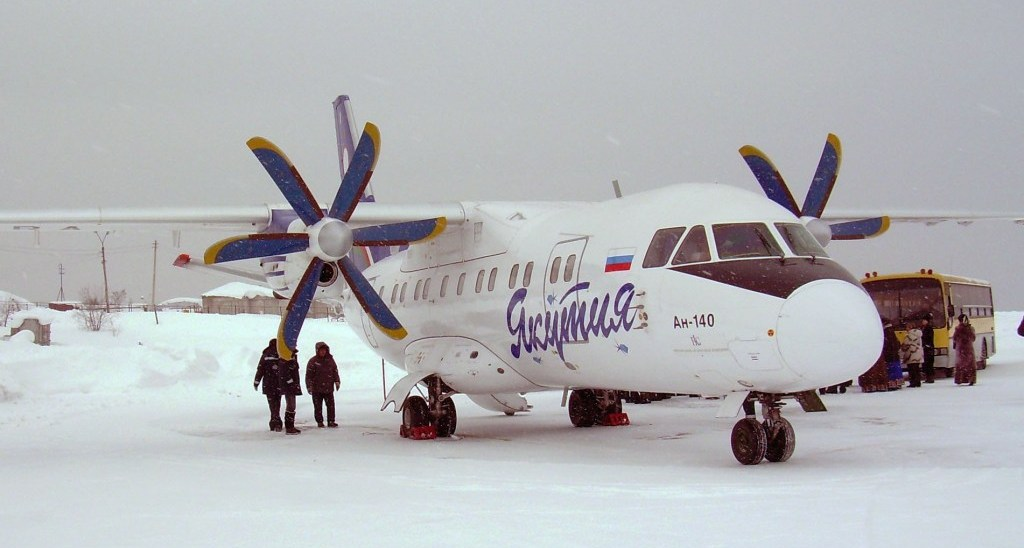
Antonov An-140 nella livrea attuale della russa Jakutavia all'aeroporto di Ust'-Kut, Russia.

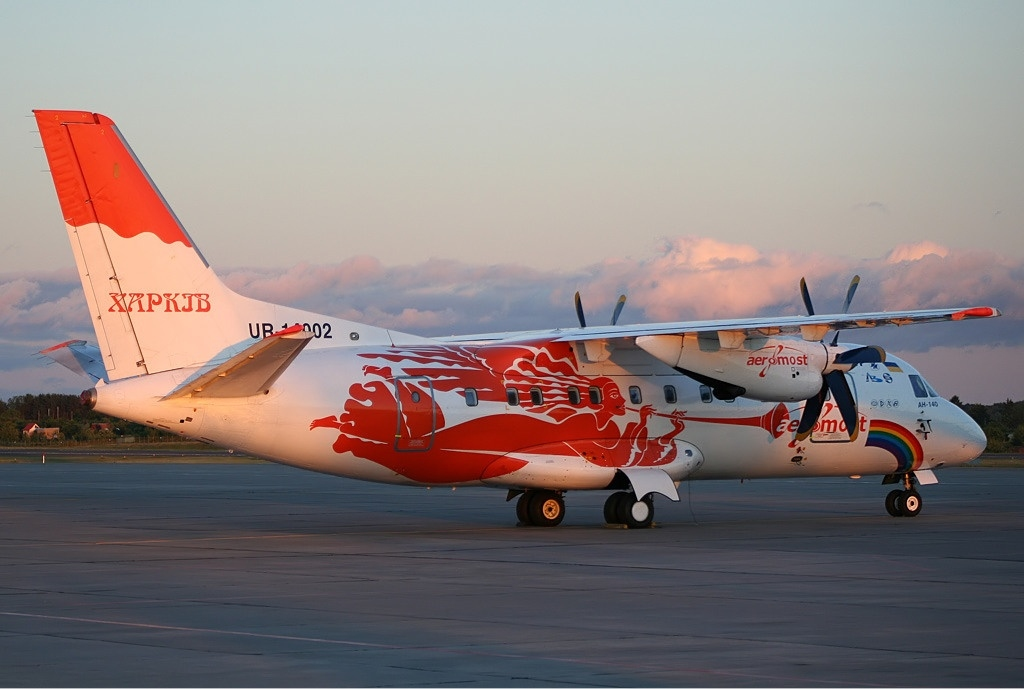
Antonov An-140 nella livrea della ucraina Aeromost Charkiv all'aeroporto di Danzica nel 2005.

A maggio 2011 gli utilizzatori civili e militari, o le aziende che lo hanno ordinato, sono:
 Ucraina
- Antonov Airlines opera con 3 An-140
- Motor Sič opera con 2 An-140

 Russia
- Aeroflot ha un ordine per 5 An-140
- Jakutavia opera con 4 An-140 e ha un ordine per altri 4
- Voenno-vozdušnye sily Rossijskoj Federacii ha un ordine per 40 An-140 per il trasporto militare[4]

 Iran
- HESA Airlines opera con 5 An-140
- Niru-ye Havayi-ye Artesh-e Jomhuri-ye Eslami-e Iran opera con 2 An-140

Inoltre, An-140 è stato utilizzato dalle compagnie aeree: Aeromost, Air Libya Tibesti, Azerbaijan Airlines, Ilyich Avia, Iran Air Tours, Odessa Airlines, Safiran Airlines.

### Velivoli comparabili
Canada
- Bombardier Q Series

 Cina
- Xian MA60

 Italia/ Francia
- ATR 72/ATR 42

 Russia
- Ilyushin Il-114

 India
- NAL RTA-70